# Christentum in Algerien

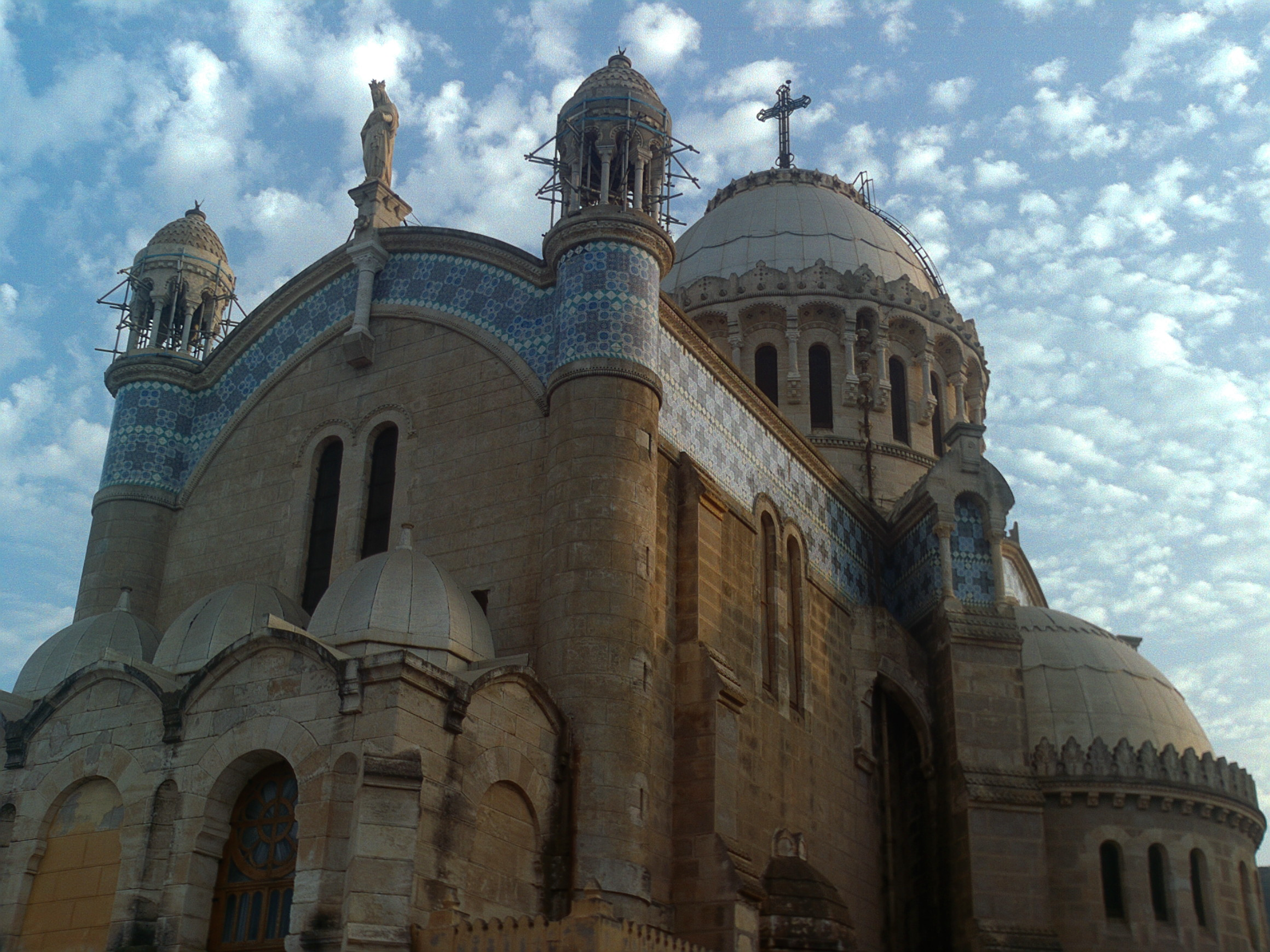
Basilika von Notre Dame d’Afrique in Algier

Das Christentum breitete sich auf dem Gebiet des heutigen Algeriens bereits in der Antike während der römischen Zeit ab dem 3. Jahrhundert aus. Ab dem 7. Jahrhundert wurde es im Zuge der islamischen Expansion vom Islam weitgehend verdrängt. Im 21. Jahrhundert bilden die Christen in Algerien eine kleine Minderheit. In allen Maghrebländern ist der Islam Staatsreligion. Nach der algerischen Verfassung herrscht Religionsfreiheit, offene christliche Missionierung ist jedoch verboten. Wer öffentlich vom Islam zum Christentum übertritt, muss mit Verfolgung rechnen.

## Anzahl, Verbreitung
Die Diözese Algerien wurde 1838 mit der Eroberung Algeriens durch französische Kolonialtruppen eingerichtet. Am Anfang des 20. Jahrhunderts schätzte man die Zahl der Katholiken in Algerien auf etwa eine Million. Im Jahre 2002 zählte die UNO im Land 10.000 Katholiken und 5.000 bis 20.000 Protestanten.
2002 noch unter 0,1 %, liegt der Prozentsatz der Christen bei etwa 1,5 % der algerischen Gesamtbevölkerung. Laut UNO und christlichen Organisationen zählte man in Algerien etwa 365.000 Christen. Etwa 90 % der Christen sind Protestanten. Allerdings ist nur in der Kabylei (Provinzen Tizi-Ouzou, Béjaia, Bouira, Sétif und Boumerdes) die Zahl der Christen mit fast 250.000 Gläubigen bedeutend (zwischen 1 und 5 % der Bevölkerung). Die übrigen Christen leben im Wesentlichen im Westen und in Algier.

## Lage

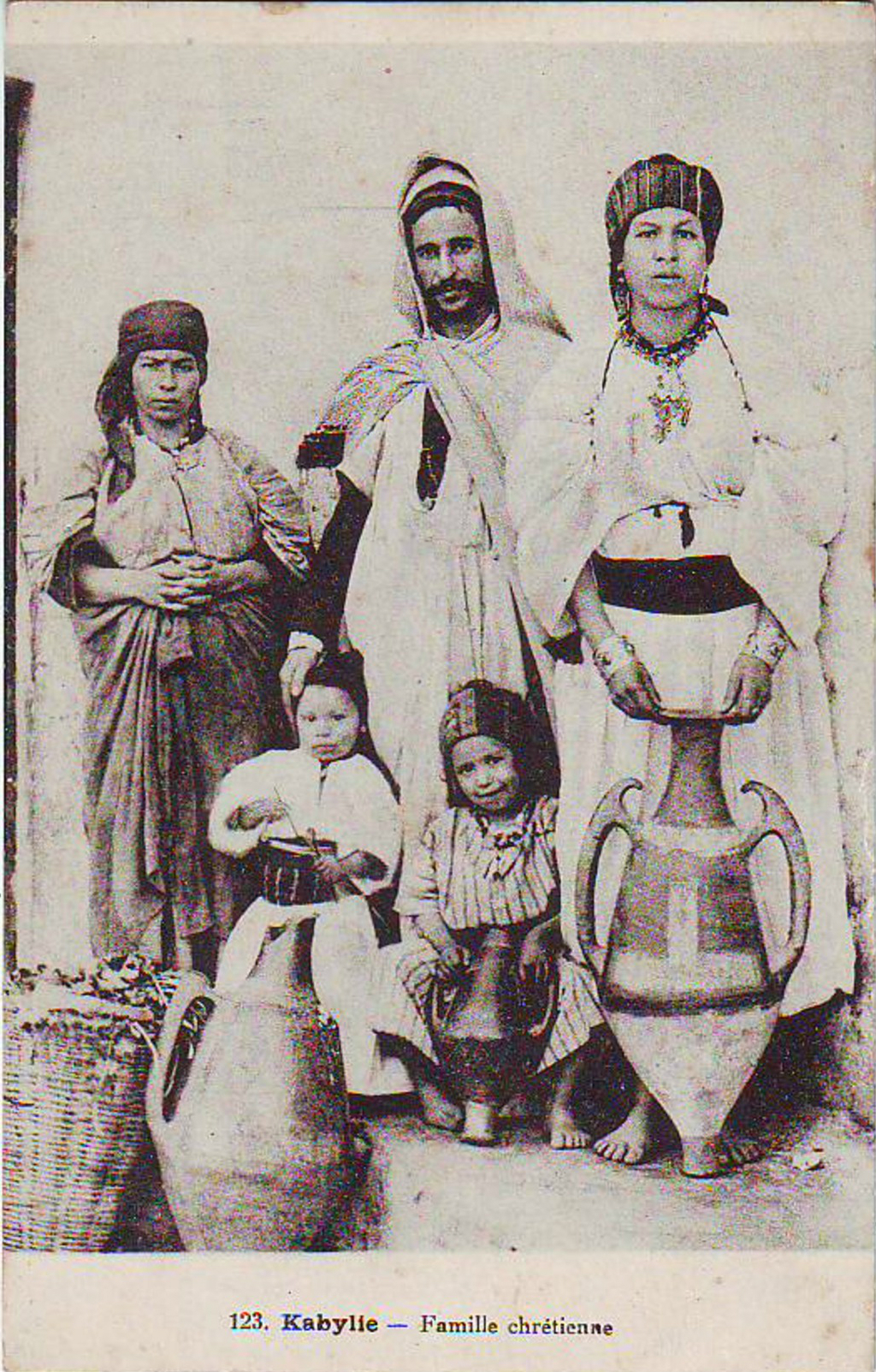
Christliche Familie in der Kabylei, 1900–1930

Die Beziehungen zwischen den Religionen haben sich seit dem Abflauen des Bürgerkriegs um die Jahrtausendwende beruhigt. Seit den 1990er Jahren gab es die meisten Bekehrungen zum Christentum in der Kabylei, besonders in der Provinz Tizi-Ouzou. Neben der überwiegenden Mehrheit von Muslimen und einer beträchtlichen Anzahl Irreligiösen zählte man hier 10 % Christen.
1996 wurde Pierre Claverie, Bischof von Oran, von Islamisten ermordet. Diesem Mord ging der von sieben Trappistenmönchen von Tibhirine im März des gleichen Jahres und der von sechs Nonnen verschiedener Orden voraus. Aufgrund eines neuen Religionsgesetz des Staatspräsidenten Abd al-Asis Bouteflika aus dem Jahre 2006 mussten fast dreißig christliche Kirchen geschlossen werden, und Dutzende Christen wurden unter dem Vorwurf der unerlaubten Missionierung verhaftet.

## Liste christlicher Konfessionen in Algerien
- Armée du Salut
- Assemblées de Dieu
- Eglise Adventiste du Séptieme Jour
- Eglise Evangélique Copte
- Église Évangélique Méthodiste
- Eglise Protestante d'Algérie
- Frères Larges
- Mission Baptiste Evangélique
- Mission Biblique de Ghardaia
- Mission d'Afrique du Nord
- Mission Evangélique au Sahara
- Mission Evangélique de Médéa
- Mission Evangélique du Sahara
- Mission Rolland
- Römisch-katholische Kirche in Algerien[3]